# Кармо, Энрике
Энрике Фабиано до Кармо (порт.-браз. Henrique Fabiano do Carmo; 9 ноября 2006, Жоинвили) — бразильский футболист, нападающий клуба «Сан-Паулу».

## Клубная карьера
Родился в Жоинвили, Санта-Катарина, Энрике Кармо присоединился к молодёжной команде «Сан-Паулу» в возрасте семи лет. 19 декабря 2022 года он подписал свой первый профессиональный контракт с клубом.
Энрике Кармо дебютировал в Серии А 25 августа 2024 года в победном (2:1) домашнем матче против «Витории», выйдя на замену вместо Эрика.